# Heloniopsis leucantha
Heloniopsis leucantha là một loài thực vật có hoa trong họ Melanthiaceae. Loài này được (Koidz.) Honda miêu tả khoa học đầu tiên năm 1938.